# 発表!全マクロス大投票
『発表！全マクロス大投票』（はっぴょう ぜんマクロスだいとうひょう）は、NHK BSプレミアムにて放送されたSFアニメ「マクロスシリーズ」についての特別番組。2019年5月4日21時から23時30分にかけて第1部、23時45分から24時45分にかけて第2部が放送された。

## 概要
2017年の『発表!あなたが選ぶアニメ ベスト100!』、2018年の『発表!全ガンダム大投票』に続き、NHKがゴールデンウィークに放送するアニメ人気投票番組。第3弾となる2019年は、誕生から37年を数える「マクロスシリーズ」を取り上げる。
3月1日にオープンした番組特設サイトにおいて「あなたの好きなアニメ作品」「あなたの好きなキャラクター」「あなたの好きなメカ」「あなたの好きな歌」の4つの部門でエントリーリストを掲載し、1か月半の投票期間中に視聴者から25万4,131票が寄せられた。
合計3時間半にわたる生放送番組では、ゲストの感想や解説、視聴者のコメントやツイートを織り交ぜつつ、各部門の集計結果がランキング形式で発表されたほか、視聴者がデータ放送のリアルタイム投票機能で選んだ名セリフをゲスト声優が演じる「生アフレコ」コーナーも用意された。
上記の結果、作品部門は『マクロスF』、キャラクター部門はシェリル・ノーム（『マクロスF』）、メカ部門はYF-19（『マクロスプラス』）、歌部門は「愛・おぼえていますか」（『超時空要塞マクロス 愛・おぼえていますか』）がそれぞれ最多得票を獲得した。放送第2部では初代の『超時空要塞マクロス』でリン・ミンメイ役を演じた飯島真理がシークレットゲストとして登場し、歌部門1位の「愛・おぼえていますか」を生歌で披露した。

## 出演者
- 司会：西川貴教（アーティスト）、杉浦友紀（NHKアナウンサー）
- ゲスト：土田晃之（タレント）[注釈 1]、喜屋武ちあき（タレント）、佐藤哲夫（お笑い芸人）、田中公平（作曲家）、島本和彦（漫画家）、氷川竜介（アニメ評論家）
- ゲスト声優：速水奨（マクシミリアン・ジーナス役）、神奈延年（熱気バサラ役）、中島愛（ランカ・リー役）、鈴木みのり（フレイア・ヴィオン役）
- ビデオ出演：中村悠一（早乙女アルト役）、遠藤綾（シェリル・ノーム役）
- シークレットゲスト：飯島真理（リン・ミンメイ役）[注釈 2]、河森正治（監督）

## 投票・発表
投票
- 対象は2019年1月までに制作されたアニメ作品に関するもの（ゲームや漫画は含まない）。OVA『マクロスプラス』とアニメ映画『マクロスプラス MOVIE EDITION』のように、同一タイトルでもメディアが違えば別個の作品として扱われる。キャラクター・メカ・歌が複数作品にまたがって登場する場合は、作品別にエントリーされる。
- 投票は作品部門は1つのみ、それ以外の3部門では最大3つまで投票できる。
- 投票期間は2019年3月1日より4月21日まで。3月30日までに投票した場合、3月31日以降にもう1回投票できる。

発表
- 2019年3月30日にNHK BSプレミアムで放送された『歴史秘話 マクロスヒストリア』において、キャラクターとメカ部門の1位から25位までと、歌部門の10位から4位までの中間結果が発表された。
- 放送前の5月2日にはキャラクターとメカ部門の50位から26位、5月3日には歌部門の50位から21位の最終結果を特設サイトで公開した。
- 生放送は作品部門のトップ10と歌部門のトップ20を下位より順に発表する形で進行した。キャラクターとメカ部門のトップ25については、作品部門の発表に合わせてその作品に登場するキャラクターとメカを紹介した。
- 作品部門では投票者の男女別・年代別の割合 (%) をグラフ化して開示した。
- キャラクターと歌部門は作品別ランクングのほか、それらを合算した総合ランキングが発表された。
- 放送終了後、特設サイトの「投票結果」では、作品部門の全16位すべて、キャラクター・メカ・歌部門の50位までの結果が掲載されている。

データ
- エントリー数は作品部門が16、キャラクター部門が420、メカ部門が466、歌部門が226。
- 総投票数25万4131票、うち男女比率は男性68.9%：女性31.1%。年齢層は19歳以下1.1%、20歳代23.7%、30歳代23%、40歳代32.9%、50歳代10.8%、60歳以上0.5%。

## ランキング

### 凡例
「キャラクター部門」「メカ部門」「歌部門」のランキング表では、作品名を以下のように省略表記する。
- 初代 - 超時空要塞マクロス
- 愛おぼ - 超時空要塞マクロス 愛・おぼえていますか
- 2012 - 超時空要塞マクロス Flash Back 2012
- II - 超時空要塞マクロスII -LOVERS AGAIN-
- プラス - マクロスプラス
- プラスM - マクロスプラス MOVIE EDITION
- 7 - マクロス7
- 7銀河 - マクロス7 銀河がオレを呼んでいる!
- D7 - マクロス ダイナマイト7

- ゼロ - マクロスゼロ
- F - マクロスF
- イツワリ - 劇場版マクロスF 〜イツワリノウタヒメ〜
- サヨツバ - 劇場版マクロスF 〜サヨナラノツバサ〜
- FB7 - マクロスFB7 オレノウタヲキケ!
- Δ - マクロスΔ
- Δ激情 - 劇場版マクロスΔ 激情のワルキューレ

### 作品部門
| 順位 | 作品名                                  | 媒体 | 制作年 | 性別比(%) | 性別比(%) | 年齢層(%) | 年齢層(%) | 年齢層(%) | 年齢層(%) | 年齢層(%) | 年齢層(%) |
| 順位 | 作品名                                  | 媒体 | 制作年 | 男性      | 女性      | ≦19       | 20-29     | 30-39     | 40-49     | 50-59     | 60≦       |
| ---- | --------------------------------------- | ---- | ------ | --------- | --------- | --------- | --------- | --------- | --------- | --------- | --------- |
| 1    | マクロスF                               | TV   | 2008年 | 47        | 53        | 13.9      | 34.6      | 22.6      | 21.4      | 6.9       | 0.4       |
| 2    | 超時空要塞マクロス 愛・おぼえていますか | 映画 | 1984年 | 89        | 11        | 1.9       | 6.0       | 8.7       | 59.8      | 23.1      | 0.6       |
| 3    | マクロス7                               | TV   | 1994年 | 68        | 32        | 5.6       | 26.2      | 42.0      | 22.8      | 3.2       | 0.3       |
| 4    | 劇場版マクロスF 〜サヨナラノツバサ〜    | 映画 | 2011年 | 51        | 49        | 15.9      | 37.4      | 25.6      | 16.7      | 4.2       | 0.3       |
| 5    | 超時空要塞マクロス                      | TV   | 1982年 | 82        | 18        | 1.5       | 4.7       | 5.2       | 54.5      | 32.7      | 1.2       |
| 6    | マクロスΔ                               | TV   | 2016年 | 45        | 55        | 30.4      | 37.0      | 16.8      | 11.7      | 3.7       | 0.4       |
| 7    | マクロスプラス                          | OVA  | 1994年 | 86        | 14        | 3.6       | 18.7      | 32.7      | 39.3      | 5.5       | 0.2       |
| 8    | マクロスプラス MOVIE EDITION            | 映画 | 1995年 | 86        | 14        | 5.1       | 25.2      | 40.0      | 26.1      | 3.4       | 0.2       |
| 9    | 劇場版マクロスΔ 激情のワルキューレ      | 映画 | 2018年 | 63        | 37        | 18.7      | 43.7      | 18.2      | 15.1      | 3.9       | 0.2       |
| 10   | マクロス ダイナマイト7                  | OVA  | 1998年 | 84        | 16        | 8.2       | 37.6      | 34.4      | 15.6      | 3.5       | 0.7       |
| 11   | マクロス ゼロ                           | OVA  | 2002年 | 89        | 11        | 8.8       | 31.2      | 23.5      | 25.5      | 10.6      | 0.5       |
| 12   | 劇場版マクロスF 〜イツワリノウタヒメ〜  | 映画 | 2009年 | 54        | 46        | 15.9      | 34.4      | 25.3      | 18.4      | 5.5       | 0.5       |
| 13   | 超時空要塞マクロスII -LOVERS AGAIN-     | OVA  | 1992年 | 85        | 15        | 4.3       | 18.9      | 25.8      | 42.4      | 7.9       | 0.7       |
| 14   | マクロス7 銀河がオレを呼んでいる!       | 映画 | 1995年 | 74        | 26        | 7.4       | 32.4      | 37.8      | 19.6      | 2.7       | 0         |
| 15   | 超時空要塞マクロス Flash Back 2012      | OVA  | 1987年 | 88        | 12        | 3.4       | 7.5       | 8.2       | 60.3      | 19.2      | 1.4       |
| 16   | マクロスFB7 オレノウタヲキケ!           | 映画 | 2012年 | 78        | 22        | 19.4      | 31.2      | 29.0      | 17.2      | 2.2       | 1.1       |

- 出典：NHKアニメ (@nhk_animeworld) のツイート[7][8][9][10][11][12]
- 各作品の年齢層欄では、最も比率の高い世代を太字で表記する。

### キャラクター部門
| 最終 順位 | 作品別ランキング   | 作品別ランキング | 作品別ランキング | 総合ランキング     | 総合ランキング                | 総合ランキング | 中間 順位 |
| 最終 順位 | キャラクター名     | 作品名           | 性別             | キャラクター名     | 作品名                        | 性別           | 中間 順位 |
| --------- | ------------------ | ---------------- | ---------------- | ------------------ | ----------------------------- | -------------- | --------- |
| 1         | シェリル・ノーム   | F                | 女性             | シェリル・ノーム   | F - イツワリ - サヨツバ - FB7 | 女性           | 1         |
| 2         | 熱気バサラ         | 7                | 男性             | 熱気バサラ         | 7 - 7銀河 - D7 - FB7          | 男性           | 2         |
| 3         | ランカ・リー       | F                | 女性             | ランカ・リー       | F - イツワリ - サヨツバ - FB7 | 女性           | 3         |
| 4         | シェリル・ノーム   | サヨツバ         | 女性             | リン・ミンメイ     | 初代 - 愛おぼ - 2012          | 女性           | 4         |
| 5         | カナメ・バッカニア | Δ                | 女性             | ロイ・フォッカー   | 初代 - 愛おぼ - 2012 - ゼロ   | 男性           | 6         |
| 6         | リン・ミンメイ     | 愛おぼ           | 女性             | カナメ・バッカニア | Δ - Δ激情                     | 女性           | 5         |
| 7         | イサム・ダイソン   | プラス           | 男性             | 早瀬未沙           | 初代 - 愛おぼ - 2012          | 女性           | 9         |
| 8         | フレイア・ヴィオン | Δ                | 女性             | フレイア・ヴィオン | Δ - Δ激情                     | 女性           | 8         |
| 9         | ロイ・フォッカー   | 初代             | 男性             | イサム・ダイソン   | プラス - サヨツバ             | 男性           | 7         |
| 10        | リン・ミンメイ     | 初代             | 女性             | 早乙女アルト       | F - イツワリ - サヨツバ       | 男性           | 10        |

### メカ部門
| 最終 順位 | メカ名                                        | 作品名   | 中間 順位 |
| --------- | --------------------------------------------- | -------- | --------- |
| 1         | YF-19                                         | プラス   | 1         |
| 2         | VF-1S バルキリー（フォッカー機）              | 初代     | 4         |
| 3         | YF-29 デュランダル（アルト機）                | サヨツバ | 2         |
| 4         | VF-19改 エクスカリバー "熱気バサラスペシャル" | 7        | 3         |
| 5         | VF-1S ストライクバルキリー（フォッカー機）    | 愛おぼ   | 6         |
| 6         | VF-1S ストライクバルキリー（輝機）            | 愛おぼ   | 7         |
| 7         | YF-19                                         | プラスM  | 5         |
| 8         | VF-31F ジークフリード（メッサー機）           | Δ        | 8         |
| 9         | VF-25F メサイア（アルト機）                   | F        | 9         |
| 10        | VF-1J バルキリー（輝機）                      | 初代     | 10        |

### 歌部門
| 最終 順位 | 作品別                                 | 作品別                                               | 作品別   | 総合                                   | 総合                                                 | 総合     | 中間 順位 |
| 最終 順位 | 曲名                                   | キャラクター名・歌手名                               | 作品名   | 曲名                                   | キャラクター名・歌手名                               | 作品名   | 中間 順位 |
| --------- | -------------------------------------- | ---------------------------------------------------- | -------- | -------------------------------------- | ---------------------------------------------------- | -------- | --------- |
| 1         | 愛・おぼえていますか                   | リン・ミンメイ（飯島真理）                           | 愛おぼ   | 愛・おぼえていますか                   | リン・ミンメイ（飯島真理）                           | 愛おぼ   |           |
| 2         | ライオン                               | シェリル・ノーム starring May'n ランカ・リー＝中島愛 | F        | ライオン                               | シェリル・ノーム starring May'n ランカ・リー＝中島愛 | F        |           |
| 3         | 突撃ラブハート                         | Fire Bomber                                          | 7        | 突撃ラブハート                         | Fire Bomber                                          | 7        |           |
| 4         | 星間飛行                               | ランカ・リー＝中島愛                                 | F        | AXIA〜ダイスキでダイキライ〜           | ワルキューレ                                         | Δ        | 8         |
| 5         | サヨナラノツバサ 〜the end of triangle | シェリル・ノーム starring May'n ランカ・リー＝中島愛 | サヨツバ | 星間飛行                               | ランカ・リー＝中島愛                                 | F        | 4         |
| 6         | AXIA〜ダイスキでダイキライ〜           | ワルキューレ                                         | Δ        | サヨナラノツバサ 〜the end of triangle | シェリル・ノーム starring May'n ランカ・リー＝中島愛 | サヨツバ | 5         |
| 7         | ダイアモンド クレバス                  | シェリル・ノーム starring May'n                      | F        | ダイアモンド クレバス                  | シェリル・ノーム starring May'n                      | F        | 7         |
| 8         | 射手座☆午後九時 Don't be late          | シェリル・ノーム starring May'n                      | F        | 天使の絵の具                           | リン・ミンメイ（飯島真理）                           | 愛おぼ   |           |
| 9         | INFORMATION HIGH                       | SHARON APPLE                                         | プラス   | 射手座☆午後九時 Don't be late          | シェリル・ノーム starring May'n                      | F        | 9         |
| 10        | 天使の絵の具                           | リン・ミンメイ（飯島真理）                           | 愛おぼ   | いけないボーダライン                   | ワルキューレ                                         | Δ        |           |

## 関連番組
歴史秘話 マクロスヒストリア
マクロスシリーズの歴史を『歴史秘話ヒストリア』風に紹介する。
出演者
- 司会：渡邊あゆみ（NHKアナウンサー、『歴史秘話ヒストリア』初代案内役）
- 出演：河森正治、佐々木史朗、氷川竜介

放送時間
- 本放送：BSプレミアム 2019年3月30日 23:45 - 0:45
- 再放送：総合テレビ 4月6日 0:40 - 1:40

アニソン・アカデミー
リクエストランキング企画「アニソンランキング部」の番外編として、番組独自のマクロス楽曲ランキング「裏マクロスソングスランキング」を実施し、4月6日から5月10日までリクエストを募集した。5月11日放送にて大投票特番でのマクロスソングス上位10曲の紹介とともに裏マクロスソングランキング最終結果を紹介。大投票特番での上位曲は3位まで、裏ランキングからは16位までの音源を紹介。
裏マクロスソングランキング結果（「表」は大投票特番集計での順位）
1. SMSのみなさん「SMS小隊の歌〜あの娘はエイリアン」（F、表105位）
2. リン・ミンメイ（飯島真理）「愛は流れる」（初代、表32位）
3. 徳川喜一郎（稲田徹）「F、宇宙兄弟船」（表124位）
4. 藤原誠「ランナー」（初代、表30位）
5. 羽田健太郎「ドッグ・ファイター」（初代、表圏外）
6. ランカ・リー（中島愛）「ニンジーンLoves you yeah!」（F、表96位）
7. リン・ミンメイ（飯島真理）「シンデレラ」（初代、表66位）
8. EMILIA with BASARA NEKKI「HEART & SOUL」（7銀河、表42位）
9. 早瀬未沙（土井美加）「傘の中」（II、表圏外）
10. 佐藤幸世「バルキリーで誘って」（II、表125位）
11. リン・ミンメイ（飯島真理）「小白竜」（初代、表39位）
12. リン・ミンメイ（飯島真理）「シルバームーン・レッドムーン」（初代、表63位）
13. ワルキューレ「ようこそ！ワルキューレ・ワールドへ」（Δ、表119位）
14. 新居昭乃「VOICES」（プラス、表14位）
15. 笠原弘子「もういちどLove you」（II、表67位）
16. ジェフリー・ワイルダー(大川透)&モニカ・ラング(田中理恵)「宇宙夫婦船」（F）
17. ランカ・リー（中島愛）「ねこ日記」（F）
18. 佐藤有香「恋のバナナムーン」（II）
19. リン・ミンメイ（飯島真理）「星のささやき」（初代）
20. Fire Bomber「HOLY LONELY LIGHT(Duet Version)」（7）